# Lo Chen-Jung
Lo Chen-Jung (羅振榮T, 罗振荣S, Luó ZhènróngP; Taitung, 30 novembre 1961) è un ex giocatore di baseball taiwanese.

## Palmarès

### Olimpiadi
- Argento a Barcellona 1992.